# SpaceX CRS-31
SpaceX CRS-31 eller SpX-31 är en flygning till Internationella rymdstationen med SpaceX:s rymdfarkost Dragon 2. Farkosten sköts upp av en Falcon 9-raket, från Cape Canaveral SLC-40, den 5 november 2024.
Farkosten dockade med rymdstationen den 5 november 2024.
Målet med flygningen var att leverera förnödenheter och utrustning till rymdstationen.
Farkosten lämnade rymdstationen den 16 december 2024, den 17 december 2024 återinträdde den i jordens atmosfär och landade i Mexikanska golfen.